# Luis Cruz Martínez
Luis Cruz Martínez (Molina, Chile, 5 de agosto de 1866-Concepción, Perú, 10 de julio de 1882) fue un militar chileno, subteniente de la 4.ª compañía del Regimiento «Chacabuco» y héroe de la batalla de La Concepción.
Nombre completo real: Luis de La Cruz Martines Martinez

## Biografía
El acta de su bautismo indica que fue hijo natural de Marta Martínez, que haría referencia a Martina Martínez Urzúa —casada con el español Gabriel Franco—, a quien consideraba su madre, y padre no identificado. Su bautizo se realizó en la Iglesia Parroquial de Molina el 7 de agosto de 1866 por el párroco Celedonio Gálvez, siendo sus padrinos José Tomás Anrique y Cruz Jérez. 
Aunque el historiador Benjamín Vicuña Mackenna apuntó que el héroe era «Hijo de un misterio», una investigación periodística de comienzos de la década de 1980 reveló que sus padres habrían sido el latifundista Severo de la Cruz Vergara —casado con Elisa Bascuñán Vargas— y Clodomira Franco Martínez, hija soltera de Gabriel Franco y Martina Martínez.
Un compañero de aula contaba de él: «Al estallar la guerra, estudiaba el cuarto año de humanidades en el liceo de Hombres de la ciudad (de Curicó), siendo el alumno más aventajado con que contaba ese establecimiento. Vasta memoria, inteligencia despejada, aunque demasiado tierna, y conducta ejemplar, eran las prendas que auguraban al estudiante un porvenir seguro y un sólido estar a su familia».

## Carrera militar

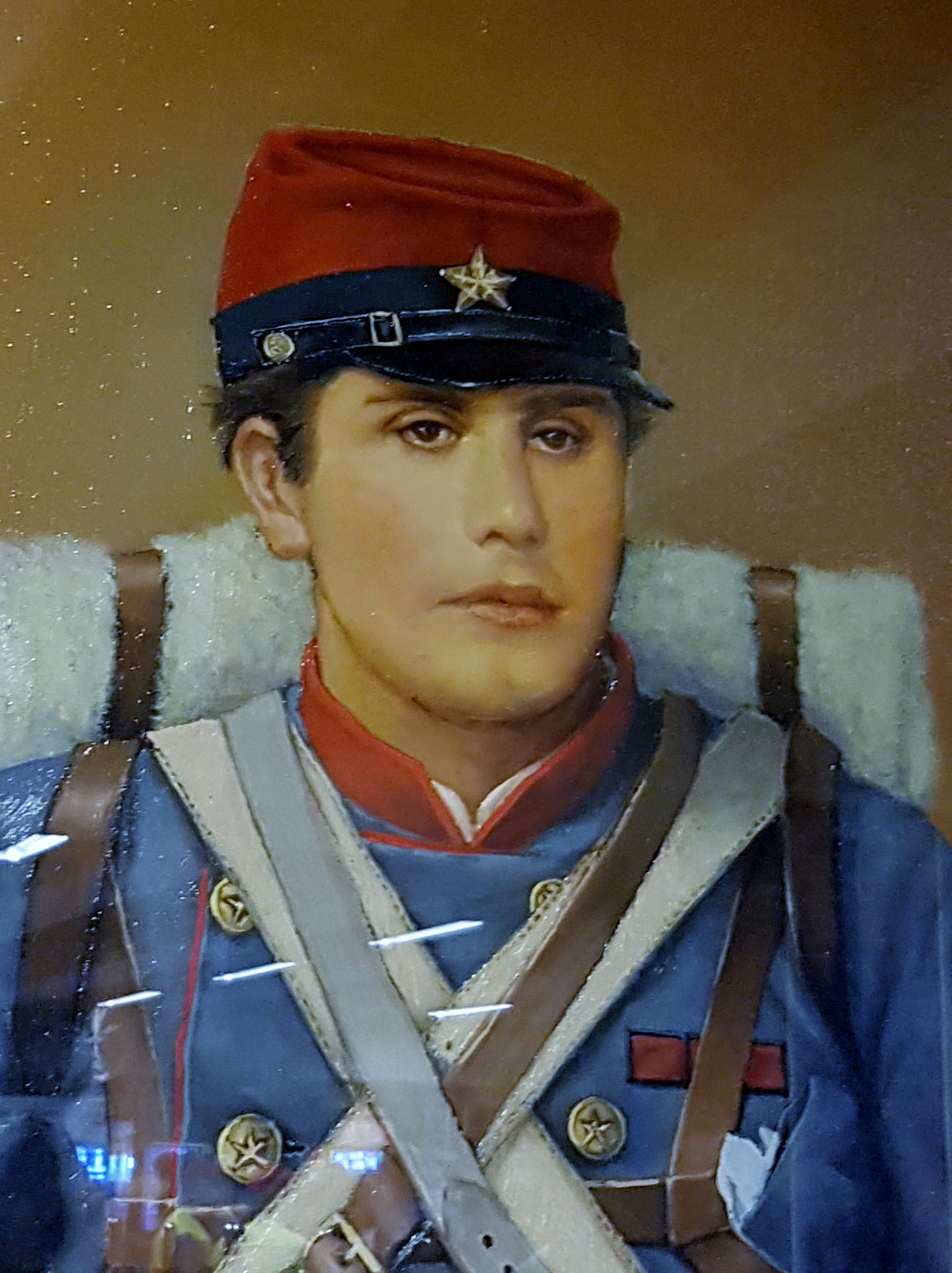
Cruz Martínez por Manuel Espinosa, metro Los Héroes, Santiago.

Se enroló en el regimiento Curicó, ascendiendo en 1880 a sargento 2.º, grado con el que participó en las batallas de San Juan y Chorrillos y de Miraflores.
Al comenzar la guerra, Cruz era tan joven que apenas podía alzar su rifle a la altura del hombro, y era de estatura tan pequeña y endeble que, cuando comenzó a militar como clase en el regimiento Curicó, le dieron sus camaradas humorísticamente el nombre de «el cabo Tachuela». En enero de 1882, fue destinado a la 4.ª compañía al mando de Ignacio Carrera Pinto, los cuales fueron encargados de la guarnición del pueblo de Concepción.

### Batalla de La Concepción
Durante la campaña de la Sierra, el coronel del Ejército del Perú Juan Gastó atacó la aldea de Concepción. Para enfrentarlo, Carrera tenía 77 hombres de la 4.ª compañía del regimiento Chacabuco, con escasa munición, unos cien tiros por hombre, y, además, tres mujeres que seguían a sus esposos, una de las cuales estaba embarazada.
El día domingo 9 de julio la vanguardia de Gastó, que poseía aproximadamente 300 soldados regulares y un número indeterminado de indios, descendió al pueblo. Carrera Pinto cerró las entradas a la plaza y se defendió en ella, aunque caída la tarde tuvo que replegarse al cuartel. La batalla prosiguió durante la noche, y duraría veinte horas hasta el día siguiente.
Aunque con la batalla perdida de antemano, Carrera no se rindió, siguiendo el ejemplo de Arturo Prat Chacón y, según el general Cáceres en sus Memorias:

«Los chilenos [...] opusieron obstinada resistencia a las primeras acometidas de los guerrilleros, causando a estos numerosas bajas, pero sin lograr rechazarlos. Al contrario, abrumados luego por las reiteradas embestidas guerrilleras, retrocedieron precipitadamente a guarecerse en un antiguo caserón conventual, donde también acuartelaban. [...] Y, parapetados en el soportal del derruido edificio y ventanas de la contigua iglesia, renovaron porfiada resistencia [...] Extinguiéndose ya el día comenzó a declinar también la refriega. Pero el improvisado reducto estaba ya completamente cercado. A pesar de todo, el enemigo [chileno] continuó defendiéndose con inaudita fiereza [...] Y así, ambos adversarios [...] se mantuvieron en acecho toda la luctuosa noche, hasta que poco antes de amanecer del 10 de julio, los guerrilleros [...] les dieron un furioso asalto, del cual no se salvó ni uno solo de los 76 hombres que componían el destacamento enemigo».
Andrés Avelino Cáceres.

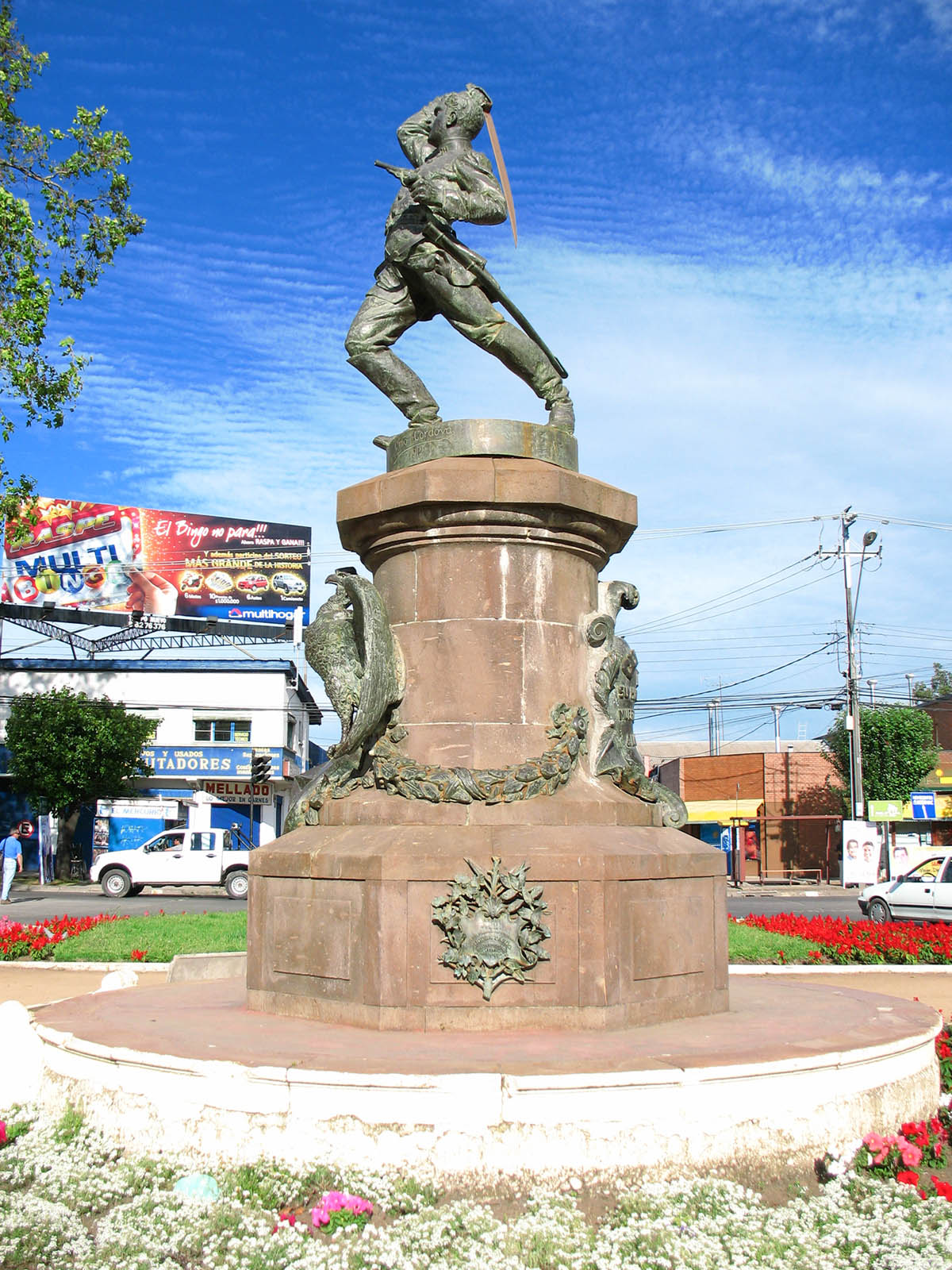
Cruz Martínez esculpido por Guillermo Córdova, Curicó.

El capitán Ignacio Carrera Pinto murió luchando al amanecer del día lunes 10 de julio. Su puesto lo ocupó el subteniente Luis Cruz Martínez. Los peruanos lograron incendiar el techo de paja del cuartel al mismo tiempo que lograban abrir sus murallas, por las cuales penetraban. El coronel Estanislao del Canto Arteaga, según el testimonio que recibió de dos testigos extranjeros, describe así el final de la batalla:

Como a las nueve de la mañana del día 10, no quedaban sino el teniente Cruz y cuatro soldados que defendían la entrada al recinto del ya quemado cuartel. Se notó que a esa hora ya habían agotado todas sus municiones, porque no hacían ningún disparo, y entonces algunas voces peruanas, le gritaban : ¡Subteniente Cruz, ríndase hijito, no tiene para que morir! . A los cual el les contestaba: ¡Los chilenos no se rinden jamás! y volviéndose a su tropa les preguntaba: ¿No es verdad muchachos? Los soldados respondieron afirmativamente y entonces el oficial mando a calar bayoneta y se fueron furiosos contra las masas indígenas. Fatigados, tuvieron que rendir su vida, quedando algunos clavados en las lanzas de los salvajes. Al subteniente Cruz se le aplicó un tiro por la espalda. Refirióme el español que cuando no podían hacerse rendirse al subteniente Cruz, hicieron llegar al cuartel a una jovencita, a quien el oficial saludaba siempre con cariño, para que fuera a rogarle que se rindiera y el oficial la rechazó indignado.

Los dos últimos soldados que escaparon después de la muerte de Cruz se refugiaron en el atrio de una iglesia y allí se notó que hablaban. Luego se abrocharon el uniforme, se apretaron las manos, saludaron a la Bandera, se pusieron el barboquejo y se lanzaron sobe la turba para morir rifle en mano.
Descripción del coronel Estanislao del Canto Arteaga.

### Muerte y homenajes póstumos

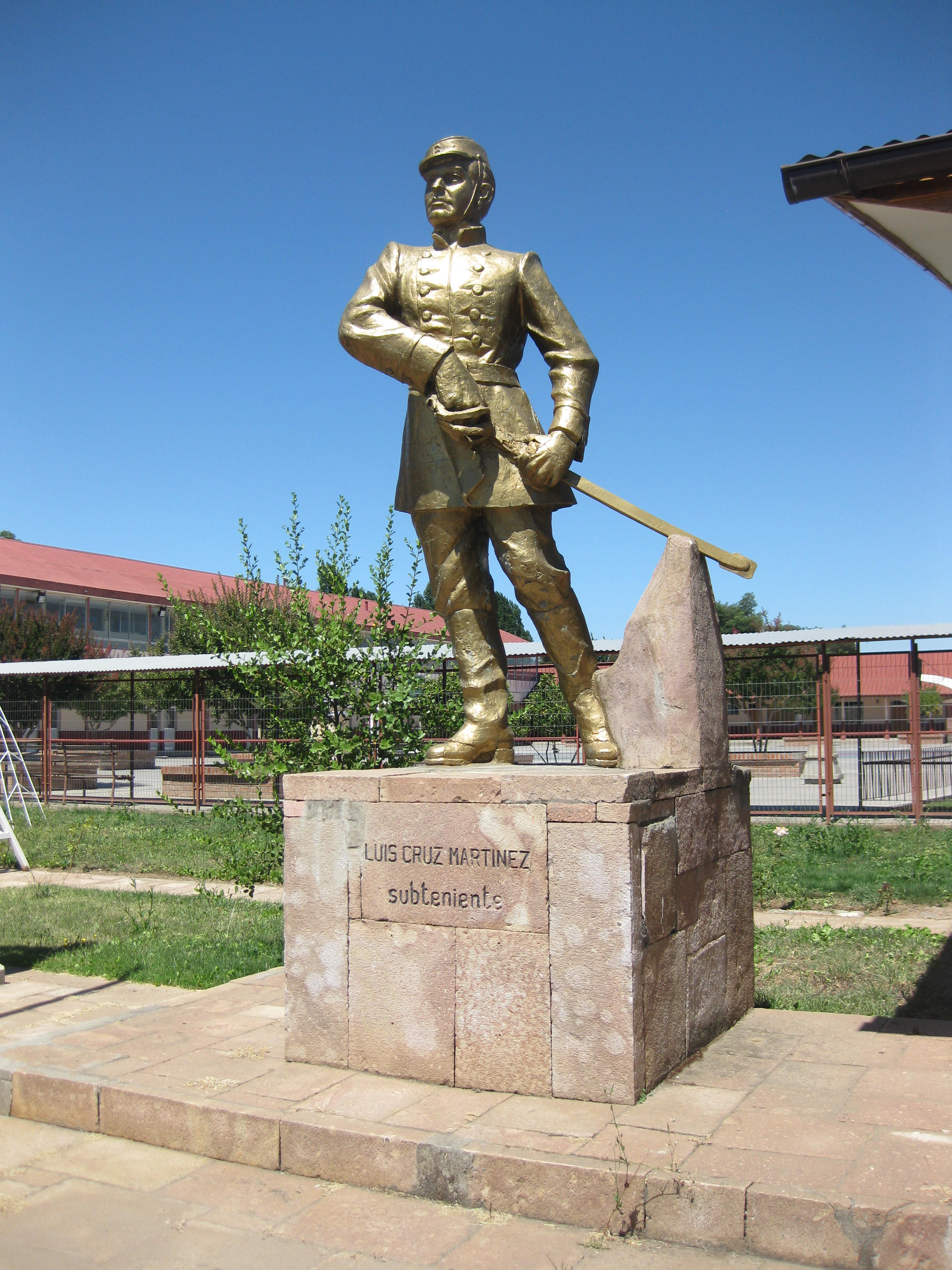
Estatua en Molina, su ciudad natal

El subteniente Cruz fue encontrado en la plaza de Concepción desnudo y acribillado, con su cuerpo destrozado debido al pertinaz combate sostenido por él, y sus camaradas, a arma blanca. Una vez llegadas las tropas del coronel del Canto se hizo abrir una fosa en la nave central de la iglesia para sepultar los cuerpos mutilados de los soldados muertos en el combate. 
El corazón de Luis Cruz Martínez, y el de los oficiales Carrera Pinto, Montt Salamanca y Pérez Canto, fue rescatado para ser embalsamado, siendo llevado a la Catedral Metropolitana de Santiago donde permanecen en una urna que recuerda a los protagonistas de la gesta.   
El colegio donde estudió en Curicó se llama hoy Liceo Luis Cruz Martínez y data del año 1839. El Club Deportivo Luis Cruz Martínez, campeón curicano de la Copa Chile de 1962, fue bautizado tras la figura del subteniente.